# Burton Cummings Theatre
Le Burton Cummings Theatre for the Performing Arts est un théâtre situé sur la rue Smith à Winnipeg, au Manitoba (Canada). Il a été construit par l'impresario Corliss Powers Walker et était connu à l'origine comme le théâtre Walker.

## Histoire

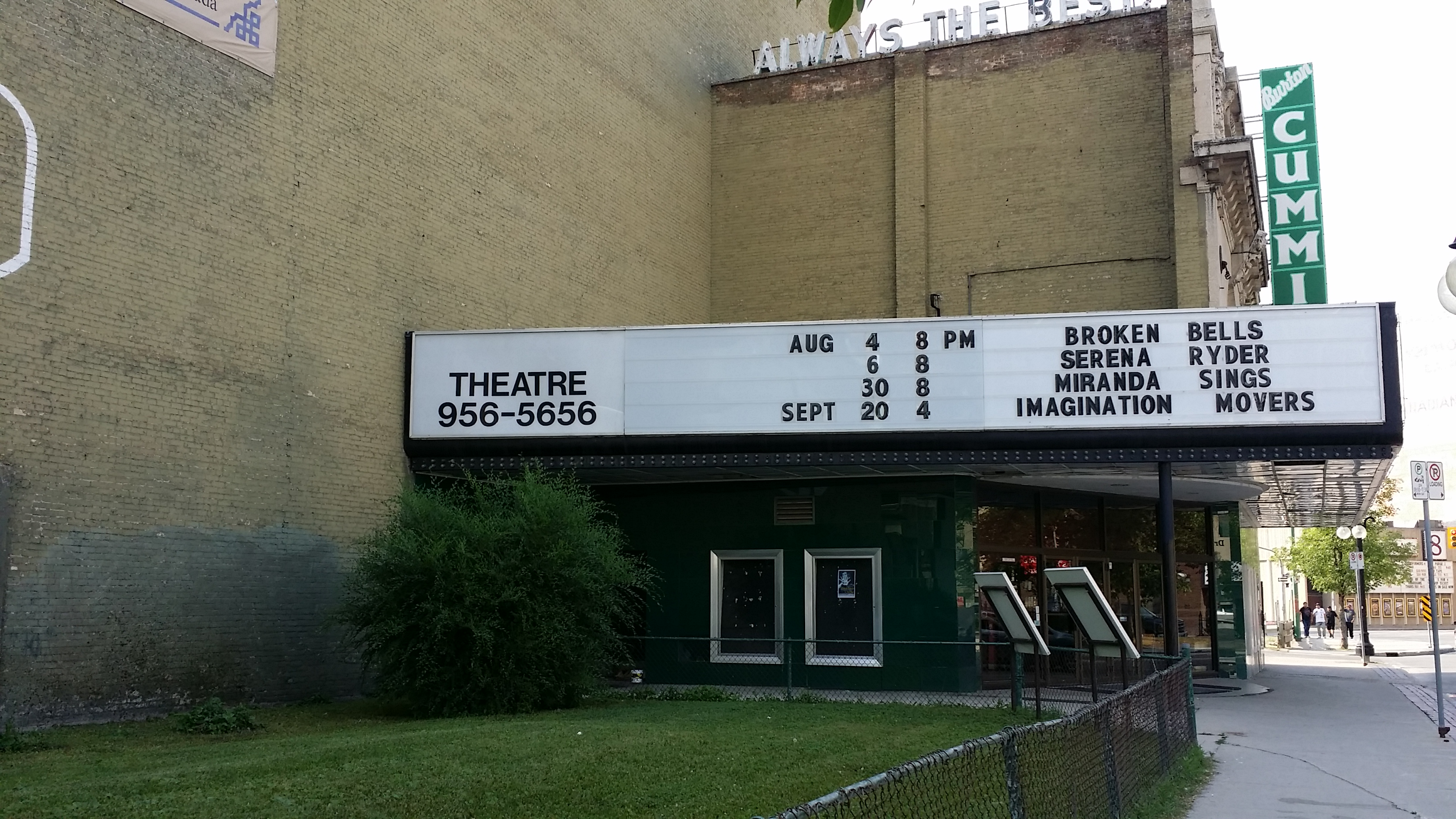
Burton Cummings Theatre à Winnipeg.

Corliss Powers Walker possédait plusieurs théâtres au Dakota du Sud, sur le trajet du Northern Pacific Railway, dont une des branches se terminait à Winnipeg. Il s'associa avec un syndicat théâtral dirigé la firme de Broadway Klaw and Erlanger. La situation des théâtres de Walker le long du Northern Pacific l'a aidé à amener les spectacles de Broadway dans sa chaine connue sous le nom de Red River Valley Theatre Circuit.
Le terrain du théâtre a été acheté en 1905. Il a été construit en 1906 et 1907 et il aurait été ouvert en décembre 1906, si ne saurait été d'une grève. Lors de son ouverture le 18 février 1907, le théâtre a présenté Madame Butterfly de Giacomo Puccini. Le théâtre a été conçu selon les plans de l'architecte montréalais Howard Colton Stone selon la directive qu'il devrait concevoir un théâtre à l'épreuve du feu, sur le principe de l'Auditorium theatre à Chicago. Le théâtre devait à l'origine faire partie d'un complexe immobilier comprenant un hôtel, des bureaux et des commerces, mais seul le théâtre a été complété. Ce point explique pourquoi la plupart des murs sont sans décorations; les plans originaux incluaient la possibilité à d'autres immeubles à être attaché à l'édifice, à l'exception de l'endroit de l'entrée principale du théâtre. Le coût de construction a totalisé 250 000 $.
L'auditorium, le lobby et la salle de séjour ont été décorés avec du marbre italien, du plâtre, de la garniture dorée, de tapisserie de soie, des murales et des chandeliers en cristal. La capacité de l'auditorium est de 1 798 personnes. L'intérieur comprend un plafond voûté ayant une hauteur maximale de 18 m, de grands arcs latéraux, deux gradins courbés, de cintres et d'une passerelle de service,. Le gradin supérieur a été construit pour les revenus les plus modestes. Le prix des sièges lors d'un spectacle était de 25 sous pour le gradins supérieur à deux dollars pour les sièges à côté de l'orchestre. Les deux gradins ont été construits en pore-à-faux, donnant aux sièges les plus hauts une vue entière sur la scène. La scène avait une dimension de 25 m de largeur, par 12 m de profondeur et 21 m de hauteur. L'arrière-scène avait trois étages et comprenait un des  loges d'artiste, les magasins d'accessoires, le dépôt de décors.
Le théâtre a été construit à l'épreuve du feu avec en perspective les nombreux incendies de théâtre qui ont eu lieu à cette époque, Walker ayant été choqué par l'incendie du Iroquois Theatre en 1903,. Les éléments de protection contre le feu comme des cages d'escaliers, les éléments structuraux recouverts de terracotta  ou de béton, le plancher en béton, recouvert d'un tapis ignifugé, de portes coupe-feu, et des escaliers en métal recouvert d'ardoise. Walker réclamait d'avoir construit le premier théâtre à l'épreuve du feu au Canada.
Le premier spectacle a été présenté avant l'ouverture officielle du théâtre le 17 décembre 1906 par le Pollard Australian Lilliputian Opera Company, alors que le bâtiment n'était pas tout à fait terminé. Il a été utilisé pour la présentation de pièce théâtrale jusqu'en 1933. Il était aussi utilisé pour les rassemblements politiques, qui inclut les mouvements ouvriers et les mouvements en faveur du droit de vote des femmes, comme les débats et la satire de parlement dont Nellie McClung pris part,. Le théâtre a aussi été le témoin du rassemblement politique du Winnipeg Trades and Labour Council et du parti socialiste du Canada qui a mené à la grève générale de Winnipeg.

## Rénovations
Le théâtre a été fermé à la suite de la Grande dépression et a été saisi par la ville de Winnipeg en 1936 pour taxes impayées. En 1944, il a été acheté par Henry Morton. La filiale canadienne d'Odeon Cinemas converti le théâtre en salle de cinéma en 1945. Durant cette période, plusieurs éléments de décoration du théâtre ont été recouverts et un faux plafond a été installé pour masquer le gradin supérieur,. Le premier film mis à l'affiche après la conversion est Du sang dans le soleil le 3 novembre 1945.
En 1990, le théâtre a été acheté par l'organisme à but non lucratif Walker Theatre Performing Arts Group. Le bâtiment a été restauré à sa splendeur originale et il a été rouvert au spectacle en mars 1991. En 2002, il a été renommé en l'honneur du musicien winnipégois Burton Cummings.
Le théâtre a été désigné comme lieu historique national du Canada en 1991. Il a aussi été classé comme site provincial du patrimoine la même année.

## True North Sports & Entertainment
En mai 2014, la gestion du théâtre a été cédé à True North Sports & Entertainment (en). Un nouveau comité a été formé pour diriger le théâtre, qui comprend des membres de True North Sports & Entertainment, CentreVenture, Forks North Portage Partnership et de l'ancien conseil du théâtre. True North a affirmé qu'il débuterait par la mise à jour des infrastructures du théâtre et qu'il diversifierait le programme.

## Culture populaire
Le théâtre Walker a été mis à l'affiche dans le film de 1998 Le Clown de l'horreur.